# Auburn (chanteuse)
Pour les articles homonymes, voir Auburn.
 (mars 2015).
Si vous disposez d'ouvrages ou d'articles de référence ou si vous connaissez des sites web de qualité traitant du thème abordé ici, merci de compléter l'article en donnant les références utiles à sa vérifiabilité et en les liant à la section « Notes et références ».
Auburn, de son vrai nom Auburn Williams, née le 2 décembre 1989 à Minneapolis-Saint Paul, dans le Minnesota est une chanteuse américaine. Elle a sorti un premier album indépendant, Same Giirl en 2007, qui a donné naissance au succès underground "Ewww Ewww". La chanson a atteint le no. 6 sur le hit parade Underground de DJ Booth. Elle signe ensuite chez Warner Bros. et Beluga Heights début 2008 et sort son premier single officiel "La La La" mi-2010. Elle a ensuite publié "Leaked" en 2016.

## Vie et carrière

### 1990 – 2007 : Petite enfance
Auburn a commencé à chanter à un jeune âge mais n’a pas aspiré à être une chanteuse professionnelle avant 2009. Elle a commencé à utiliser Myspace.com pour partager sa musique avec ses amis. Elle a commencé à gagner un grand nombre de fans et à la fin de 2007, elle a sorti son premier album indépendant Same Giirl, qui a fait l'objet d'un certain buzz, et a aussi attiré l’attention de J.R. Rotem, propriétaire du label de disques Beluga Heights. L’album a été précédé d’un single, "Ewww Ewww", featuring Chellii-B, qui a atteint la sixième place dans le thème du hip-hop underground sur Djbooth.net. En plus de chanter, Auburn a également démontré sa capacité à diriger et produire des vidéos en affichant des créations maisons sur Youtube.

### 2008 – aujourd’hui
Auburn a attiré l’attention de J.R. Rotem avec son premier album indépendant. Au début de 2008, Williams a signé avec Beluga Heights un contrat complet avec TM3 Records (2011) et une distribution de Warner Brothers et Universal comme première artiste féminine du label. Elle a ensuite commencé à travailler sur son premier album grand public.
Le premier single officiel d’Auburn, "La, La, La" en featuring avec Iyaz, est sorti le 1er juin 2010. Le single a débuté à la 74ème place sur le Billboard Hot 100 en Juillet 2010 et a atteint le 51ème sur le hit parade.
Auburn était l’acte d’ouverture de la tournée de Jason Derulo à l’automne 2010. Son deuxième single intitulé "All About Him" a été sorti le 26 novembre 2010. Cette chanson est devenue un grand succès aux Philippines. Un remix de la chanson, intitulé "All About Him (Pt. 2)", en featuring avec le rappeur américain Tyga et a été publié pour téléchargement numérique le 15 février 2011. "Perfect Two" a été confirmé comme le troisième single de son premier album et a été publié pour téléchargement numérique le 29 avril 2011. Auburn a également par la suite confirmé via Twitter [citation nécessaire] qu’elle avait quitté Beluga Heights et était maintenant un artiste indépendant. [citation nécessaire] Le 12 janvier 2013, Auburn sort son quatrième single "My Baby" pour téléchargement numérique. Elle a également fait la chanson Perfect Two qui a une version de rupture et meilleurs amis.